# Nazif Mujić
Nazif Mujić, né le 10 novembre 1970 au village de Svatovac près de Lukavac (Yougoslavie) et mort le 17 février 2018 dans le même village en Bosnie-Herzégovine, est un acteur rom bosnien.

## Biographie
Nazif Mujić est récompensé en 2013 par l'Ours d'argent du meilleur acteur à la Berlinale 2013 pour son rôle dans La Femme du ferrailleur, réalisé par Danis Tanović où il raconte sa propre histoire.
En novembre 2013, Nazif Mujić revient en Allemagne avec sa femme et ses trois enfants, et installé au camp de réfugiés de Gatow (Berlin), il demande l'asile politique. Cette demande est rejetée en février 2014.
En décembre 2016, il vend son Ours d'argent pour 4 000 € à un habitant de la ville voisine où il habite, Lukavac. Il explique ce geste par la pauvreté.
Le 18 février 2018, Nazif Mujić est retrouvé mort dans sa maison à Svatovac, un village dans le nord de la Bosnie.

## Distinction
- 2013 : Ours d'argent du meilleur acteur pour son rôle dans La Femme du ferrailleur[4]